# Stanisława Zawadzka

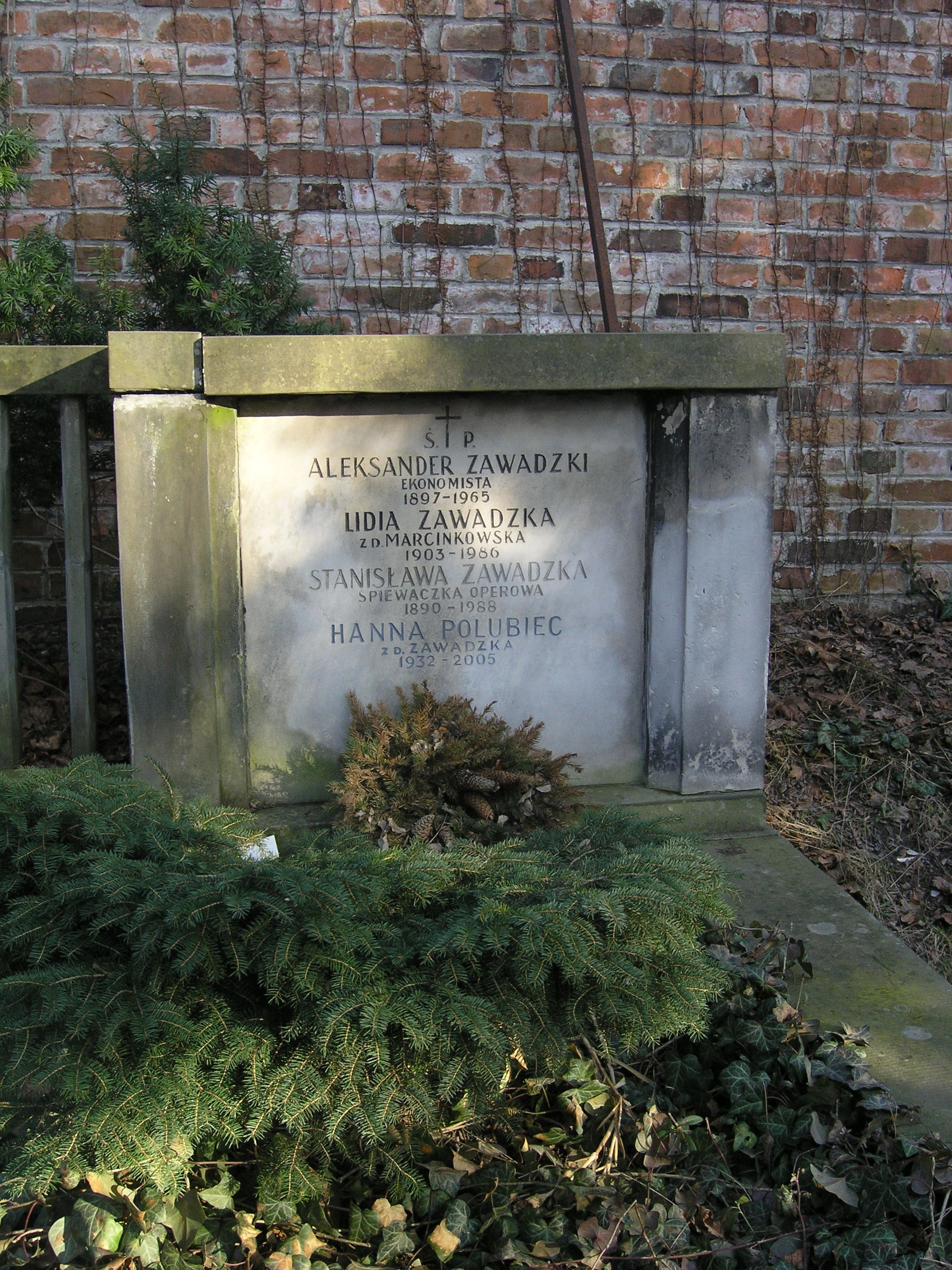
Grób Stanisławy Zawadzkiej na Starych Powązkach w Warszawie (stan na marzec 2012)

Stanisława Zawadzka (ur. 5 lutego 1891 w Warszawie, zm. 21 lipca 1988 w Skolimowie) – polska sopranistka i piosenkarka oraz doktor medycyny, znana także jako Stani lub Zavaska.

## Życiorys
Urodziła się przy ulicy Nowy Świat w Warszawie, jako najstarsza z czworga dzieci przemysłowca Bronisława Stanisława Zawadzkiego (1864–1920) i Aleksandry z Jedynaków (1864–1948). Miała braci: Felicjana i Aleksandra oraz siostrę Bronisławę. Dzięki zamożności ojca odebrała staranne wykształcenie w Żeńskim Zakładzie Wychowawczo-Naukowym Emilii Szteinbokówny w Warszawie (ukończone w 1908 z wynikiem celującym), a następnie w Medycznym Instytucie Żeńskim w Petersburgu Petersburgu rozpoczęła studia medyczne. Mimo kłopotów finansowych spowodowanych śmiercią ojca, w 1916 ukończyła studia, uzyskując tytuł doktorski i specjalizację z bakteriologii (dyplom nr 150). Przez resztę życia tytułowano ją „pani doktor”. Prywatne lekcje śpiewu zaczęła pobierać w roku 1910. Początkowo uczyła się gry na skrzypcach, zdecydowała jednak o podjęciu nauki śpiewu u Jana Łysakowskiego w Konserwatorium Warszawskim. Debiutowała w Rosji w 1918, po I wojnie światowej wróciła do Polski. W 1919 podjęła pracę lekarza wojskowego w Szpitalu 4 Dywizji Strzelców generała Lucjana Żeligowskiego. Przeszła z dywizją cały szlak bojowy jako lekarz II ambulansu, za co później jako jedyna kobieta otrzymała odznakę 4 Dywizji Strzelców. Po wojnie pracowała w Warszawie, śpiewając w operze u Emila Młynarskiego. Równolegle, w latach 1920–1921, pracowała w laboratorium bakteriologicznym Szpitala Ujazdowskiego. W 1920 została członkiem rzeczywistym Związku Artystów Scen Polskich. W 1921 pojechała do Włoch, gdzie śpiewała i pobierała lekcje śpiewu. Po międzynarodowych tournée w latach 1925–1926, została uznana za gwiazdę i w 1929 została solistką Opery La Scala w Mediolanie; występowała też w Covent Garden w Londynie. Święciła triumfy w tym samym czasie, co jej przyjaciółka, Ada Sari. Od 1935 przeniosła się do Teatru Wielkiego w Poznaniu.
W czasie okupacji utrzymywała się z lekcji śpiewu, nigdzie nie występowała aż do czerwca 1945, kiedy po raz pierwszy po wojnie pojawia się na estradzie w koncercie arii operowych.
Śpiewała jako solistka w Poznaniu do 1948, równocześnie przez pięć lat (do 1950) prowadziła klasę solistyki w Państwowej Wyższej Szkole Muzycznej w Krakowie. W latach 1950–1970 wykładała w Państwowej Wyższej Szkole Muzycznej w Warszawie i prowadziła letnie kursy mistrzowskie. Tytuł profesora uzyskała w 1955. Jej uczennicą była Stefania Woytowicz. W 1960 generał Aleksander Zawadzki, jako przewodniczący Rady Państwa PRL, podpisał akt nadania Krzyża Oficerskiego Orderu Odrodzenia Polski Stanisławie Zawadzkiej, zaś w 1981 Krzyżem Komandorskim tego orderu uhonorował ją następny przewodniczący Rady Państwa, Henryk Jabłoński.
Zmarła w Domu Aktora w Skolimowie, pochowana na cmentarzu Powązkowskim w Warszawie (kwatera II-1-15,16,17).

## Ordery i odznaczenia
- Krzyż Komandorski Orderu Odrodzenia Polski
- Krzyż Oficerski Orderu Odrodzenia Polski
- Medal 10-lecia Polski Ludowej (19 stycznia 1955)[3]
- Odznaka 4 Dywizji Strzelców